# Аоки, Синъити
Синъити Аоки (яп. 青木紳一, родился 9 июня 1965 года) — японский го-профессионал 9 дана, победитель турнира NEC Сюнъэй 1988 года.

## Биография
Синъити Аоки — старший брат обладательницы 6 женских титулов японского го Кикуё Аоки. Вместе с сестрой он обучался го у Кикути Ясуро, не обладающего профессиональным рангом, но достигшим успехов на любительских турнирах (в 1992 году он стал чемпионом мира по го среди любителей) и турнирах профессионалов, где допускается участие игроков-любителей, а также воспитавшего несколько сильнейших го-профессионалов (Дзиро Акияма, Ацуси Като, Кэйго Ямасита). Синъити Аоки получил высший ранг - 9 профессиональный дан - в 1999 году.
Синъити Аоки предпочитает стратегию игры, направленную на получение влияния подобно космическому стилю го Масаки Такэмии.

## Титулы
| Титул      | Год  |
| ---------- | ---- |
| NEC Сюнъэй | 1988 |